# بطولة أوروبا لكرة الماء 1962
بطولة أوروبا لكرة الماء 1962 كان الموسم العاشر من بطولة أوروبا لكرة الماء، وجرت المنافسات في لايبزيغ ألمانيا الشرقية، ونظمت من قبل الاتحاد الأوروبي للسباحة.

## النتائج
| م     | المنتخب                     |
| ----- | --------------------------- |
| ذهبية | المجر                       |
| فضية  | يوغوسلافيا الاتحاد السوفيتي |
| 4     | ألمانيا الشرقية             |
| 5     | رومانيا                     |
| 6     | هولندا                      |
| 7     | بلجيكا                      |
| 8     | إيطاليا                     |
| 9     | السويد                      |
| 10    | المملكة المتحدة             |